# Balzarino Pusterla

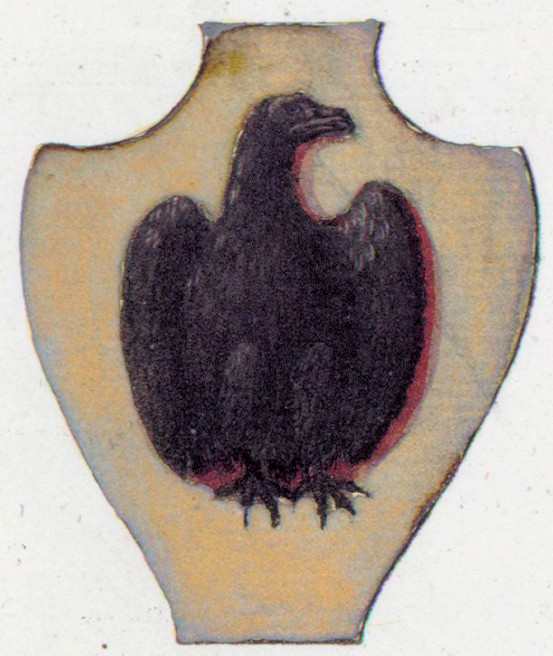
Stemma Pusterla

Balzarino Pusterla (Milano, 1340 circa – Milano, 1407) è stato un nobile e militare italiano, membro della nobile famiglia Pusterla.

## Biografia
Fu un condottiero al servizio della famiglia Visconti e venne onorato con il titolo di signore di Selvanesco. Nel 1395 fu eletto consigliere ducale.
Fu anche magnate e benefattore: donò ai monaci olivetani territori nella zona di Baggio, che costituirono il Monastero di Santa Maria di Baggio, dove fu seppellito nel 1407; inoltre diede gran parte della propria eredità alle opere pie milanesi.

## Discendenza
Sposò prima Orsina Visconti e in seconde nozze Beatrice Visconti. Ebbe due figli:
- Caterina
- Guglielmo